# Águila de Platino (Estados Unidos)
El Águila de Platino (American Platinum Eagle) es la moneda bullion de platino oficial de los Estados Unidos.
En 1995 el director de la Casa de Moneda de los Estados Unidos, Philip N. Diehl, el presidente de la Asociación Numismática Estadounidense, David L. Ganz, y el director ejecutivo internacional de Platinum Guild, Jacques Luben, iniciaron el proceso legislativo para crear el Águila de Platino. Después de más de dos años de trabajo, la Casa de la Moneda de los Estados Unidos lanzó las monedas de platino con una pureza del 99,95% en denominaciones de 1⁄10 ,1⁄4 ,1⁄2 y 1 oz troy. A finales de 2008 se discontinuaron las denominaciones fraccionarias, quedando solo la denominación de una onza.  El Águila de platino Eagle está autorizada por el Congreso de los Estados Unidos  y está respaldada por la Casa de la Moneda de los Estados Unidos en cuanto a peso, contenido y pureza.
Las acuñaciones de prueba de las monedas están destinadas a coleccionistas de monedas y se venden directamente al público, mientras que las versiones bullion se venden únicamente a los compradores autorizados de la Casa de la Moneda.  Las acuñaciones de prueba las Águilas de Platino son singulares en el hecho de que son las únicas monedas estadounidenses que tienen un diseño alterno anual. Cada año se acuñan versiones bullion con el mismo diseño. Mientras se acuñan las Águilas de Platino sin circular éstas coinciden con las acuñaciones de prueba y se acuñan en cospeles de monedas bruñidas con la marca de ceca "W" que significa West Point, lo que las distingue aún más de las versiones bullion. 